# Alkuser See
Alkuser See är en sjö i Österrike.   Den ligger i förbundslandet Tyrolen, i den centrala delen av landet, 300 kilometer sydväst om huvudstaden Wien. Alkuser See ligger 2 445 meter över havet. De högsta punkterna i närheten är Alkuser Rotspitze, 3 053 meter över havet, 1,3 kilometer norr om Alkuser See samt Trelebitschkopf, 2 840 meter över havet, öster om sjön.